# Francisco de Assis Pereira Rocha
Francisco de Assis Pereira Rocha fue un destacado político brasileño del siglo XIX.

## Biografía
Nacido ca 1800, entre el 2 de marzo de 1827 y el 12 de febrero de 1828 Francisco de Assis Pereira Rocha se desempeñó como presidente de la Provincia de Paraíba.
Fue presidente de la Provincia de Rio Grande do Sul entre el 16 de enero y el 18 de diciembre de 1862.
El naufragio y saqueo del mercante británico Prince of Wales acaecido en las costas de Albardão en 1861, uno de los incidentes que impulsó a la llamada Cuestión Christie, grave conflicto que llevó a la ruptura de relaciones diplomáticas entre el Imperio de Brasil y Gran Bretaña, continuó en el centro de su agenda.
Entre el 28 de julio y el 23 de agosto de 1868 y entre el 16 de abril y el 10 de noviembre de 1870 se desempeñó como presidente de la Provincia de Pernambuco.
Francisco de Assis Pereira Rocha falleció en 1872.